# 1934 en football
Cet article présente les faits marquants de l'année 1934 en football.

## Janvier
- 6 janvier : décès du manager d'Arsenal, Herbert Chapman.
- 21 janvier : à Bruxelles, l'équipe de France s'impose 3-2 face à l'équipe de Belgique.

## Mars
- 11 mars : au Parc des Princes de Paris, l'équipe de Suisse s'impose 1-0 face à l'équipe de France.
- 25 mars : 
  - Au Stade olympique Yves-du-Manoir de Colombes, l'équipe de Tchécoslovaquie s'impose 2-1 sur l'équipe de France.
  - Au Stade Philip à Casablanca, l'équipe du Maroc perdre son match amicale contre l'équipe de France (B) sur le score de 1-2.

## Avril
- 15 avril : à Luxembourg, l'équipe de France s'impose 6-1 face à l'équipe du Luxembourg.
- 21 avril : les Rangers remportent la Coupe d'Écosse face à St Mirren FC, 5-0.
- 28 avril : Manchester City remporte la Coupe d’Angleterre en s’imposant en finale face à Portsmouth, 2-1.
- 29 avril : la Juventus est championne d’Italie.

## Mai
- 6 mai : le FC Cette remporte la Coupe de France face au Olympique de Marseille, 2-1.
- 6 mai : le Madrid FC remporte la Coupe d'Espagne en s'imposant 2-1 en finale face au Valence CF
- 10 mai : à Amsterdam, l'équipe de France s'impose 5-4 face à l'équipe des Pays-Bas. Les Oranges menaient pourtant 3-0 après seulement 12 minutes de jeu.
- 13 mai : le FC Sète champion de France signe le premier doublé coupe/championnat en France.
  - Article détaillé : Championnat de France de football D1 1933-34.
- 13 mai : Admira est champion d'Autriche.
- 27 mai : ouverture en Italie de la Coupe du monde de football.
- 27 mai : à Turin à l'occasion des huitièmes de finale de la Coupe du monde, l'équipe d'Autriche s'impose 3-2 sur l'équipe de France, après prolongation. La Wunderteam autrichienne a tremblé, mais elle passe finalement le tour.

## Champions nationaux
- Allemagne : FC Schalke 04.
- Angleterre : Arsenal.
- Autriche : Admira.
- Belgique : Royale Union Saint-Gilloise.
- Écosse : Rangers.
- Espagne : Athletic Bilbao.
- France : FC Sète.
- Italie : Juventus.
- Maroc : US Marocaine.
- Pays-Bas : Ajax Amsterdam.
- Suisse : Servette Genève.

## Juin
- 10 juin : l'Italie remporte la Coupe du monde de football.
  - Article détaillé : Coupe du monde de football 1934.
- 24 juin : Schalke 04 est champion d'Allemagne.

## Juillet
- 29 juillet : le CR Vasco de Gama est champion de l'État de Rio de Janeiro.

## Août
- 26 août : Palestra Itália est champion de l'État de Sao Paulo.

## Octobre
- 21 octobre : Estudiantil Porteño est champion d'Argentine.

## Décembre
- 16 décembre : au Parc des Princes de Paris, l'équipe de France s'impose 3-2 face à l'équipe de Yougoslavie.
- 16 décembre : Boca Juniors est champion d'Argentine.

## Naissances
Plus d'informations : Liste d'acteurs du football nés en 1934.
- 3 septembre : Lucien Muller, footballeur français.
- 8 novembre : Valentin Ivanov, footballeur soviétique, puis entraîneur russe.
- 12 novembre : Vavá, footballeur brésilien.
- 19 novembre : Kurt Hamrin, footballeur suédois.

## Décès
- 6 janvier : Herbert Chapman, entraîneur anglais.
- 7 mai : décès à 61 ans de Manuel Solé, joueur espagnol et cofondateur du FC Barcelone.
- 10 novembre : décès à 26 ans de Henri Veyssade, joueur français.
- 30 novembre : décès à 52 ans d'Alex Bell, international écossais trois fois champion d'Angleterre avec Manchester United et vainqueur de la coupe d'Angleterre 1909.

## Liens
- RSSSF : Tous les résultats du monde